# Lophozia monoica
Lophozia monoica là một loài rêu tản trong họ Jungermanniaceae. Loài này được (E.A. Hodgs.) J.J. Engel mô tả khoa học lần đầu tiên năm 2007.